# 安德烈·德魯斯
安德烈·德魯斯（英語：Andrea Drews，1993年12月25日—），美國女子排球運動員，球場位置為副攻手。現時效力於LOVB麥迪遜。
她是美國國家女子排球隊隊員。她代表美國出戰2019年世界女排聯賽及2019年世界盃女子排球賽奪得金牌及銀牌，並首度在世界賽上獲得最有價值球員及最佳副攻手的榮譽。

## 獎項

### 國家隊
- 2017年：世界大冠軍盃排球賽 -  季軍
- 2018年：女子排球國家聯賽 -  冠軍
- 2019年：女子排球國家聯賽 -  冠軍
- 2019年：世界盃排球賽 -  亞軍
- 2021年：女子排球國家聯賽 -  冠軍
- 2021年：奧林匹克運動會 -  冠軍
- 2024年：奧林匹克運動會 -  亞軍

### 俱樂部
- Liga de Voleibol Superior Femenino
  - 2015-2016  亞軍，與Criollas de Caguas
  - 2016-2017  冠軍，與Criollas de Caguas

- V1超級聯賽
  - 2019-2020  冠軍，與JT吃驚仰天
  - 2020-2021  冠軍，與JT吃驚仰天
  - 2021-2022  亞軍，與JT吃驚仰天
  - 2023-2024  亞軍，與JT吃驚仰天

- 天皇杯·皇后杯全日本排球選手權大會
  - 2020  冠軍，與JT吃驚仰天

### 個人榮譽
- 2019年：女子排球國家聯賽 - 最有價值球員（MVP）
- 2019年：世界盃排球賽 - 最佳副攻手
- 2019-20：V1聯賽 - 最有價值球員（MVP）、最佳副攻手
- 2020-21：V1聯賽 - 最佳副攻手
- 2021-22：V1聯賽 - 最佳副攻手
- 2021-22：V1聯賽 - 敢鬥獎
- 2023-24：V1聯賽 - 最佳副攻手、發球獎